# Mura di Cana
Le mura di Cana costituiscono il sistema difensivo del nucleo storico dell'omonimo borgo situato nel territorio comunale di Roccalbegna.

## Storia
La cinta muraria fu costruita dagli Aldobrandeschi agli inizi del Duecento, epoca in cui fu costruita anche la rocca. Il sistema difensivo racchiudeva l'originario insediamento castellano situato sulla sommità del poggio.
Nel corso dei secoli successivi il borgo di Cana andò sviluppandosi verso la parte inferiore della collina, senza che fosse ampliata la preesistente cerchia muraria o costruita una seconda cinta a protezione del più esteso insediamento abitativo.
Le mura furono restaurate sia durante la dominazione senese che in epoca medicea, quando venne realizzata anche la pregevole cisterna nella parte nuova dell'abitato. In epoche più recenti, parte delle cortine murarie si è venuta a trovarsi addossata alle pareti esterne di alcuni edifici, alcuni tratti sono stati abbattuti, mentre altri si sono conservati, seppur parzialmente alterati.

## Descrizione
Le mura delimitano parzialmente l'area sommitale e più antica del centro storico, nella quale si estendeva in epoca medievale il castello aldobrandesco.
Dell'antico sistema difensivo si conservano alcune cortine murarie rivestite in pietra, che in alcuni punti risultano addossati alle pareti esterne delle abitazioni. In alcuni tratti le mura si caratterizzano per la base a scarpa più o meno pronunciata. Il sistema murario difensivo è integrato, nella parte più elevata, con il complesso della Rocca aldobrandesca, che in passato presentava un aspetto fortificato ed era denominata anche  Rocca al Cane.